# Amália Sterbinszky
Amália Sterbinszky (* 29. September 1950 in Hajdúszoboszló, Ungarn; † 3. April 2025 in Kopenhagen) war eine ungarische Handballspielerin, die dem Kader der ungarischen Nationalmannschaft angehörte. In den Jahren 1974, 1976 und 1977 wurde sie zur ungarischen Handballerin des Jahres gewählt. Weiterhin war sie in Dänemark als Handballtrainerin  tätig.

## Karriere
Sterbinszky lief ab dem Jahr 1964 für Debreceni Dózsa auf. Als die Rückraumspielerin im Jahr 1968 zum ungarischen Erstligisten Ferencváros Budapest wechseln wollte und sie von ihrem Verein keine Freigabe erhalten hatte, pausierte sie ein Jahr. Ab dem Jahr 1969 lief Sterbinszky schließlich für Ferencváros auf, mit dem sie 1971 die ungarische Meisterschaft sowie 1970 und 1972 den ungarischen Pokal gewann. Nachdem im Jahr 1972 Ferencváros einen Wechsel von Sterbinszky zum Ligakonkurrenten Vasas Budapest nicht gestattet hatte, pausierte sie erneut für ein Jahr, bevor sie schließlich für Vasas auf Torejagd ging.
Bei Vasas war Sterbinszky eine der Leistungsträgerinnen in der erfolgreichsten Zeit des Vereins, mit dem sie 1973, 1974, 1975, 1976, 1977, 1978, 1979, 1980, 1981 und 1982 die ungarische Meisterschaft, 1974, 1976, 1978, 1979, 1980, 1981 und 1982 den ungarischen Pokal sowie 1982 den Europapokal der Landesmeister gewann. Sterbinszky wurde im Trikot von Vasas in den Jahren 1973 (83 Tore), 1974 (104 Tore), 1976 (96 Tore), 1977 (142 Tore) und 1979 (117 Tore) Torschützenkönigin in Ungarn. Ab 1982 lief Sterbinszky für den dänischen Verein Helsingør IF auf, mit dem sie zwei Mal die dänische Meisterschaft errang. Anschließend beendete sie ihre Karriere. Später trainierte sie die dänische Juniorinnennationalmannschaft.
Sterbinszky gehörte dem Kader der ungarischen Nationalmannschaft an. Mit der ungarischen Auswahl gewann sie bei den Olympischen Spielen 1976 die Bronzemedaille, der Weltmeisterschaft 1982 die Silbermedaille sowie bei den Weltmeisterschaften 1971, 1975 und 1978 jeweils die Bronzemedaille. Weiterhin belegte sie mit Ungarn den vierten Platz bei den Olympischen Spielen 1980. Nach der Weltmeisterschaft 1982 kehrte sie im Jahr 1985 nochmals für ihr Abschiedsspiel in die Nationalmannschaft zurück und bestritt ihr 250. Länderspiel für Ungarn.
Im Jahr 2019 wurde ihr zu Ehren eine Budapester-Sporthalle in Sterbinszky Amália Kézilabdacsarnok benannt.